# Outlook Express
Outlook Express era un cliente de correo electrónico y de noticias de red producido por Microsoft para sus plataformas Windows y también con versiones para otras plataformas. Outlook Express se distribuía sin costo adicional junto con Microsoft Internet Explorer, y formaba parte así de los últimos sistemas operativos de las familias Windows XP y Windows NT.
Era un programa derivado de Microsoft Outlook (el cual forma parte de Office), pero especializado en correo electrónico y noticias de red, por lo que no incluyó las características de groupware. En cambio permitía un mejor manejo de algunas características comunes en grupos de correo electrónico y noticias de red, tales como el manejo de texto.
Desde el 1° de septiembre de 2009 dejó de ser operativo y fue reemplazado por el cliente Windows Mail (incluido en Windows Vista) el cual a su vez fue relevado por Windows Live Mail (parte del paquete de descarga Windows Live Essentials).

## Multimedia
Outlook Express estaba configurado, por omisión, para el envío de mensajes en texto plano; pero, al igual que en Outlook, se podía modificar la configuración para incluir contenidos activos basados en DHTML y ActiveX; por ejemplo, imágenes, música, pequeños y largos manejos del sistema operativo programas en lenguajes de script, etc. Además, podían usarse estos controles para la ejecución de código nativo de Windows (programas ejecutables), o usarse simplemente como agenda.

## Características

### Almacenamiento
Aunque tenía la capacidad de exportar los mensajes en formato .eml (texto en formato MIME) estos eran almacenados en una base de datos con la extensión .dbx el cual solo permitía hasta un máximo de 2 gigabytes por archivo. También presentaba problemas de corrupción en dicha base de datos a tal punto que un grupo de personas desarrolló un programa de código fuente abierta para corregir este inconveniente.

### Características de seguridad
Estas capacidades multimedia, sumadas a la característica de previsualización, permitieron la proliferación de virus informáticos del tipo gusano (worm) que se difundieron a través de este programa con tan solo al modificar su forma predeterminada de funcionamiento. Para evitar estos problemas se recomendó utilizarlo solo en modo texto, o utilizar MUA's alternativos.
Así, se aconsejaba siempre configurar el programa para impedir la visualización de contenido activo, especialmente el uso de ActiveX en los mensajes, que son particularmente peligrosos. Esto se podía hacer desactivando el panel de vista previa y configurando Internet Explorer de forma que Outlook Express advierta al usuario de la presencia de ActiveX y lanzara una pregunta para que este decidiera si permitía o no su ejecución. Esto permitía que el usuario pudiera autorizar su ejecución solo cuando fuera realmente necesaria, y esto solo cuando el creador del mensaje fuera de confianza.

### Animaciones con Outlook Express
El programa de correo electrónico Outlook Express era capaz de mostrar contenidos codificados en lenguaje HTML dinámico o DHTML. Esto significaba que, al igual que las páginas web, los mensajes confeccionados y remitidos mediante dicho programa podían ser animados mediante imagen y sonido. Para lograr esto era preciso habilitar en el programa Outlook Express el acceso al código fuente, con lo que era posible modificar el código HTML de los mensajes e insertar:
- SVG
- VML, Flash
- DHTML: que se basa en una combinación de CSS y de HTML mediante scripts programados en lenguajes JavaScript y VBScript.

Dichas animaciones se convirtieron en objeto de intercambio entre aficionados a su confección, utilización y aprendizaje ya sea a modo entretenimiento o como modo de expresión artística. Así pues, y en particular en lo que se refería a las animaciones que eran posibles de realizar en DHTML, en casos frecuentes los autores de scripts, adaptados a Outlook Express —que es programa propietario de los formatos que utiliza, para mensajes de correo y de noticias—, los difundían desinteresadamente en grupos de noticias de Usenet y de correo electrónico. Estos grupos, que constituyen verdaderos foros de intercambio de este pasatiempo, a menudo son encuadrables en el concepto de arte digital.

#### Riesgos e inconvenientes
- Algunas animaciones utilizan ActiveX, tecnología que también puede utilizarse para introducir código maligno en los correos electrónicos. Puesto que estas animaciones se sirven del motor de Internet Explorer, es necesario configurar este de manera que cumpla con dos condiciones esenciales:

- En el Outlook Express deberá aparecer un aviso de ActiveX donde se le pregunte al usuario si permite su ejecución en la pantalla.
- Deberá impedirse la descarga de ActiveX al disco duro.

Como esta configuración afectaba a todo el equipo, se hacía necesario utilizar programas adicionales de seguridad informática: cortafuegos, antiespías y programas telnet que permiten inspeccionar el correo cuando aún está en el servidor.
- Para ver y hacer estos mensajes animados, solo es válido el Outlook Express, pues hacen uso de extensiones propias de Microsoft, algunas de las cuales no son compatibles con otros fabricantes. Las entidades definitorias de estándares web han definido esta política como adoptar, extender y extinguir —en inglés, embrace, extend and extinguish—, ya que obliga a fabricantes y a usuarios a utilizar tecnología Microsoft. Por ello, los programadores de scripts siempre tratan de adaptarse a los estándares W3C.

#### Historia
Estas animaciones comienzan con la aparición de la versión 4.0 de Outlook Express en 1997, que se desarrollaron tanto en los grupos de noticias de Microsoft como en servidores privados y gratuitos.
En marzo de 1998 se organizó un grupo estable en inglés: WET. Poco después, se organizó otro grupo en francés: CCG (necesita de Microsoft Internet Explorer para dichas animaciones).
A causa de la proliferación del virus Swen, en abril de 2004 Microsoft abrió un grupo solo para animaciones, protegido por contraseña pública. Esta medida ha sido adoptada por otros servidores privados, ya que también evitaba la entrada de spammers y robots.
Dadas las características de estos mensajes electrónicos, fue necesario adaptar las netiquettes publicadas por Usenet. Aunque no hay constancia escrita, estas son algunas de las normas acordadas:
- absoluta gratuidad en materiales y enseñanza.
- obligación de mantener nombres de autores, tanto en animaciones como en tutoriales.
- obligación de incluir 'adult' en la línea Asunto, cuando existan imágenes no aptas para menores.

La versión 6.0 de Outlook Express aportó, entre otras novedades, el uso de popups para la apertura a pantalla completa.

### Extensiones
Outlook Express no tenía una interfaz para trabajar con la interfaz gráfica como sí dispone Outlook. Solamente las interfaces IStoreNamespace and IStoreFolder fueron documentadas en 2003, pero solo estaban relacionadas con su base de datos. Algunas compañías desarrollaron soluciones interceptando funciones del sistema operativo. La más conocida fue la extensión PGP, porque era el único ejemplo cuyo código fuente sí estaba disponible (con licencia GPL). En el 2003 algunas compañías desarrollaron soluciones comerciales, las más conocidas fueron GSD Outlook Express Toolbar Kit y OE API.

## Competencia
Este tipo de aplicaciones son usados por poca cantidad de usuarios, ya que un entorno web como Gmail o Hotmail, por ejemplo, permiten acceso global sin tener que configurar la aplicación en diferentes máquinas para acceder a los correos. Incluso aplicaciones similares como Thunderbird, Windows Live Mail y Evolution, aunque poco se utilizan, presentan la ventaja de que el usuario pueda guardar su historial en su propia máquina para poder cambiarse cuando quiera de proveedor de correo electrónico (o como simple copia de seguridad ante el borrado o caída de funcionamiento de los proveedores de webmail). Usuarios con conexión intermitente a Internet o que vive en zonas remotas pueden movilizarse hasta estar en línea y descargar y enviar los mensajes de correo electrónicos y leerlos a su regreso o bien sea fuera de línea.